# Haworthiopsis sordida var. lavrani
Haworthiopsis sordida var. lavrani, coneguda abans com Haworthia sordida var. lavrani, és una varietat de Haworthiopsis sordida i està dins del gènere Haworthiopsis.

## Descripció
Haworthiopsis sordida var. lavrani és una suculenta més petita i rara que la varietat típica. Té les fulles molt més curtes i recurvades i el seu color és verd fosc i sol romandre solitari com la forma típica.
En el cultiu és encara més difícil que la varietat tipus i la propagació s'ha de fer per llavors.

## Distribució i hàbitat
Aquesta varietat es distribueix a la província sud-africana del Cap Oriental, concretament n'hi ha unes poques poblacions prop d'Steytlerville. Sembla que prefereix pendents més pronunciats, on s'amaga entre els matolls o les pedres. Molt sovint creix amb H. arachnoidea var. tretyrensis.

## Taxonomia
Haworthiopsis sordida var. lavrani va ser descrita per (C.L.Scott) G.D.Rowley i publicat a Alsterworthia Int., Special Issue 10: 5, a l'any 2013.
Etimologia
Haworthiopsis: La terminació -opsis deriva del grec ὀψις (opsis), que significa "aparença", "semblant" per la qual cosa, Haworthiopsis significa "com a Haworthia", i que honora al botànic britànic Adrian Hardy Haworth (1767-1833).
nigra: epítet llatí que significa "negre".
var. lavranii: epítet en honor del corredor d'assegurances i botànic sud-africà nascut a Grècia J. Lavranos.
Sinonímia
- Haworthia sordida var. lavrani C.L.Scott, Cact. Succ. J. (Los Angeles) 53: 124 (1981). (Basiònim/Sinònim substituït)
- Haworthia scabra var. lavrani (C.L.Scott) Halda, Acta Mus. Richnov., Sect. Nat. 4(2): 35 (1997).
- Haworthia lavrani (C.L.Scott) Breuer, Gen. Haworthia 1: 7 (2010).[6]